# Gentianella carpatica
Gentianella carpatica är en gentianaväxtart som beskrevs av Boern.. Gentianella carpatica ingår i släktet gentianellor, och familjen gentianaväxter. Inga underarter finns listade i Catalogue of Life.